# Сорокин, Виталий Иванович
Виталий Иванович Сорокин (8 декабря 1935 — 23 ноября 1995) — советский пловец, призёр Олимпийских игр. Экс-рекордсмен мира. Многократный чемпион и рекордсмен СССР. Мастер спорта СССР (1956). Заслуженный тренер РСФСР.

## Биография
Родился в Ленинграде.
В 1956 году на Олимпийских играх в Мельбурне стал обладателем бронзовой медали в эстафете 4×200 м вольным стилем. В 1960 году он принял участие в Олимпийских играх в Риме, но там наград не завоевал. Четырёхкратный чемпион Спартакиады дружественных армий 1958 — на дистанции 100 метров вольным стилем и на спине, в комбинированной эстафете 4×100 метров, а также в эстафете 4×400 метров вольным стилем.
Помимо международных медалей, Виталий Сорокин завоевал много наград на чемпионатах СССР (представлял Вооруженные Силы):
- 1955 — серебряная медаль на дистанции 100 м вольным стилем, бронзовая медаль в эстафете 4×200 м вольным стилем
- 1956 — золотая медаль в эстафете 4×100 м вольным стилем, серебряная медаль на дистанции 100 м вольным стилем, бронзовая медаль на дистанции 400 м вольным стилем
- 1957 — золотые медали на дистанции 100 м вольным стилем и в эстафете 4×100 м комплексным плаванием, серебряная медаль на дистанции 400 м вольным стилем, бронзовая медаль в эстафете 4×200 м вольным стилем
- 1957 — золотые медали на дистанции 100 м вольным стилем и в эстафете 4×100 м комплексным плаванием
- 1958 — бронзовая медаль на дистанции 400 м вольным стилем
- 1959 — золотая медаль в эстафете 4×200 м вольным стилем, серебряные медали на дистанциях 100 м вольным стилем и 400 м вольным стилем
- 1960 — серебряные медали на дистанции 100 м вольным стилем и в эстафете 4×200 м вольным стилем, бронзовая медаль на дистанции 400 м вольным стилем
- 1961 — серебряная медаль в эстафете 4×200 м вольным стилем, бронзовая медаль на дистанции 100 м вольным стилем

После завершения спортивной карьеры перешёл на тренерскую работу. Его самая известная ученица — олимпийская чемпионка Галина Прозуменщикова.
Умер 23 ноября 1995 года.